# Histoire du Québec contemporain: Le Québec depuis 1930
L’Histoire du Québec contemporain, tome 2 : le Québec depuis 1930 est la deuxième moitié d'une synthèse historique écrite par quatre auteurs, Paul-André Linteau, René Durocher, Jean-Claude Robert et François Ricard, publiée en 1986 et mise à jour en 1989. Le livre a également été traduit en anglais en 1991.
Durocher, Linteau et Robert ont repris là où ils s’étaient arrêtés lors de l’écriture du premier tome de l’Histoire du Québec contemporain, tome 1 : de la Confédération à la crise (1867-1929). Cette fois-ci, ils se sont alliés à François Ricard pour s’intéresser au long processus de modernisation du Québec qui s’est produit à partir des années 1930. Au cours de leur œuvre de 834 pages (deuxième édition), ils traitent de l’évolution du Québec lors de trois grandes périodes ayant marqué l’histoire de la province dans le dernier siècle. L’importance de l’œuvre sera rapidement soulignée par les universitaires québécois, qui auront toutefois quelques critiques à son endroit.
Paul-André Linteau est historien et spécialiste de l’histoire du Québec et de Montréal, il a à son actif de nombreuses publications sur le sujet. Il fait partie des historiens fondateurs de l’histoire contemporaine au Québec. René Durocher est également historien et a été professeur à l’Université de Montréal durant plusieurs années. Au cours de sa carrière, il s’est également consacré au dossier de l’enseignement de l’histoire dans les écoles. Jean-Claude Robert est lui aussi un historien québécois et se concentre surtout à l’histoire de l’urbanisme. François Ricard, seulement présent à la rédaction de ce deuxième tome de l’Histoire du Québec contemporain, est pour sa part auteur et spécialiste de Gabrielle Roy.

## Contexte historiographique
Les deux volumes de l’Histoire du Québec contemporain couvrent une multitude de sujets, comme la politique, l’économie ou la religion. Ce deuxième tome s’appuie notamment sur une synthèse importante, l’Histoire de la province de Québec de Robert Rumilly, une œuvre en 41 volumes publiés entre 1940 et 1969. 
Ce deuxième volume s’intègre d’ailleurs dans un débat historiographique analysant « l’entrée du Québec dans la modernité et la signification de la Révolution tranquille ». À travers ce dernier, les auteurs couvrent la période allant des années 1930 aux années 1980, époque de la publication du livre. En effet, Linteau, Durocher, Robert et Ricard soutiennent qu’ils ne croient pas que « le Québec moderne soit né soudainement avec la Révolution tranquille ou la Seconde Guerre mondiale : c’est le produit d’un développement à long terme » . 
La période de la Révolution tranquille est au centre de nombreux débats d’historiens à savoir quand elle aurait commencé, comment l’interpréter, qui en sont les acteurs et les instigateurs, quels sont les facteurs qui ont pu y mener, etc. De nombreuses recherches et publications historiques se concentrent sur cette période qui est traditionnellement datée au début des années 1960 et les quatre auteurs de ce livre ne font pas exception sur l’intérêt porté envers cette époque. Dans ce tome, ils consacrent pratiquement la moitié de leur propos à cette dernière. Par contre, à l’époque de la publication de ce deuxième volume, de nombreux débats étaient toujours en cours sur les tenants et aboutissants de cette période importante pour le Québec.
Certains historiens, comme les auteurs de ce volume, avancent que cette Révolution tranquille serait une période beaucoup plus longue que ce qui est traditionnellement suggéré et que ce n’est pas le basculement rapide d’une période austère et traditionnelle vers une période soudainement moderne et progressive . Cette observation a aussi été effectuée par le sociologue Fernand Dumont, qui affirme d’ailleurs qu’une première Révolution tranquille aurait eu lieu au cours des années 1930 pour ensuite mener à celle plus connue des années 1960.
Pour Ronald Rudin, Linteau, Durocher, Robert et Ricard font partie des historiens révisionnistes qui constituent « une nouvelle génération, absolument convaincue de la primauté des forces économiques ». En ce sens, ces historiens révisionnistes seraient plus précisément « [...] ces auteurs pour la plupart nés dans les premières années du baby-boom, [qui] ont présenté une interprétation de la Révolution tranquille qui était distincte de celle en vigueur dans les années soixante, parce que les auteurs se seraient laissés imprégner par l'euphorie rattachée à cette période ». 
Ils vont toutefois à l’encontre de la vision de Fernand Ouellet qui, dans La Révolution tranquille, tournant révolutionnaire?, affirme que la Révolution tranquille a « marqué pour de bon l'avènement d'une modernité québécoise [et] marqua incontestablement pour les Québécois francophones le moment capital de leur entrée dans la modernité ».
Ainsi, Rudin ajoute que la différence avec d’autres historiens se positionne surtout dans le fait que la génération précédente place le Québec comme une province de distinction, où ce qui s’y est déroulé relève d’une exception. C’est le cas de l’historien Fernand Ouellet, qui avance que les révisionnistes négligent les particularités propres au Québec dans l’analyse de son évolution. Ronald Rudin soulève le fait que Fernand Ouellet fait partie des historiens qui distinguent le Québec des autres sociétés de son temps, notamment en raison d’un caractère plus rural : « Chez Fernand Ouellet, on retrouve cette même conviction que ce qui distinguait les Québécois francophones, c'était leur longue expérience de peuple rural ». 

### La période duplessiste
Les auteurs s’inscrivent également dans les débats historiographiques liés à la période du gouvernement dirigé par Maurice Duplessis de 1944 à 1959. Ils ont adopté la thèse de la Grande Noirceur, affirmant que « le conservatisme du gouvernement Duplessis est [...] posé comme le responsable de la lenteur de la modernisation d'après-guerre ». Cette thèse est présentée dès 1956 par Pierre Elliot Trudeau et ses collaborateurs dans La grève de l’amiante, puis après la mort de Duplessis par Pierre Laporte dans Le vrai visage de Duplessis . Cette thèse va à l’encontre d’un autre courant, nommé « 15 ans de réalisations », où les auteurs se concentrent sur les exploits de Maurice Duplessis. Ce courant est marqué par des biographies « très personnelles [et] peu critiques » comme Maurice Duplessis et son temps de Robert Rumilly et Duplessis de Conrad Black.   
Les auteurs diffèrent toutefois de l’historiographie duplessiste des années 1980, où d’autres ont tenu un discours plus nuancé sur le personnage et sur l’époque. En 1981, bien qu’il solidifie la thèse de la grande noirceur, Gérard Boismenu propose, dans Le duplessisme : politique économique et rapports de force, « une vision nuancée du personnage » même s’il « s'intéresse davantage à l'aspect politique que biographique ». Dans son ouvrage, Boismenu analyse les différentes sphères de la société, politique, économique et idéologique, sous Maurice Duplessis. Certains de ces aspects seront analysés par Linteau et ses collègues quelques années plus tard.  
De plus, certains auteurs de cette époque, des spécialistes en sociographie, ont « démontré que le duplessisme ne fut pas une perversion de l'histoire politique du Québec, mais un mode donné d'exercice du pouvoir politique lié au type de société et d'économie à l'intérieur duquel se produisait alors la société québécoise ». Dans Développement et modernisation du Québec, les Ontariens Kenneth McRoberts et Dale Posgate affirment d’ailleurs que cette période a permis de voir que « la modernisation politique accusait un “retard” sur le développement socio-économique ».

### Des innovations importantes à l'historiographie québécoise
Les quatre auteurs ont innové dans la façon d’écrire sur l’histoire du Québec. D’abord, ils se sont intéressés plus à la modernité du Québec et son processus dans cette modernité. Ils se concentrent sur l’histoire du Québec et non des Canadiens français en abordant l’histoire du Québec sous l’aspect territorial et plus seulement ethnique . Les historiens de cette époque sont entrés dans une ère où l’intérêt a été de plus en plus marqué envers l’histoire moderne. Linteau affirme que les tendances des études se situaient beaucoup sur l’aspect social. Il ajoute qu’« il s'agissait de remplacer une histoire politique conçue étroitement [...] et de lui substituer une histoire aux perspectives plus globales, visant à rejoindre l'ensemble des composantes d'une société du passé ». Jusqu’à ce moment, selon Linteau, l’histoire du Québec est surtout politique et mobilise des sources plus ou moins variées, comme des correspondances de divers acteurs (gouverneurs, évêques, intendants, etc.). Désormais, l’histoire sociale amène à diversifier la documentation utilisée alors qu’avant, des historiens comme Rumilly citaient rarement leurs sources,. Ces nouvelles sources incluent des recensements, des actes légaux ou des données quantitatives qui permettent d’élargir et de développer les thèmes d’étude.
L'écrivaine Christine Eddie soulève quant à elle le fait que ce livre contribue à l’historiographie en faisant tomber des mythes comme « celui d'un Québec monolithique et toujours unanime; celui d'un pays évoluant en vase clos; celui d'une société traditionnelle projetée brutalement dans l'ère moderne et enfin celui du nationalisme réservé à certains groupes et à des époques définies ». 
Pour le sociologue Simon Langlois, ce deuxième tome a amené des « perspectives nouvelles sur la modernisation du Québec, [une] ouverture à l’étude de nouveaux acteurs sociaux (les ouvriers, les femmes, la nouvelle bourgeoisie d’affaires), [une] insistance sur la complexité de la société québécoise [et un] dépassement des interprétations convenues ». Il affirme également que l’œuvre est toujours pertinente aujourd’hui en raison de la multitude de sujets qu’il couvre. Toutefois, en raison d’un manque de recul, certains événements comme le référendum de 1980 ou le rapatriement de la Constitution recevraient un traitement différent si le livre avait été écrit quelques années plus tard.

## Éditions
Ce deuxième volume signé par les quatre auteurs Paul-André Linteau, René Durocher, Jean-Claude Robert et François Ricard a d’abord été publié en 1986 aux éditions du Boréal. Une seconde édition retravaillée est parue aux éditions Boréal compact en 1989. Celle-ci contient 834 pages, soit 95 de plus que la première version. De plus, une version traduite en anglais par Robert Chodos et Ellen Garmaise a été publiée en 1991 aux éditions James Lorimer .

## Plan et structure
L’ouvrage se divise en trois parties principales qui poursuivent le plan chronologique présent dans le premier volume.
La première partie concerne la période ayant suivi la crise économique de 1929, jusqu’à la fin de la Deuxième Guerre mondiale. La seconde porte entièrement sur la période de 1945 à 1960, soit les années qui suivent la fin de la guerre et la présence de Maurice Duplessis en tant que premier ministre du Québec. La troisième et dernière partie aborde la période comprise entre les années 1960 et l’époque de la publication de l’ouvrage, soit les années 1980. Elle couvre l’époque de la Révolution tranquille et les années qui ont suivi.
Cinquante-quatre chapitres meublent ces trois parties d'une manière inégale, la dernière étant la plus dense.
| La crise et la guerre, 1930-1945 | À l'ombre de Duplessis, 1945-1960 | Sous le signe de la Révolution tranquille de 1960 à nos jours |
| -------------------------------- | --------------------------------- | ------------------------------------------------------------- |
| Chapitres 1 à 13                 | Chapitres 14 à 29                 | Chapitres 30 à 54                                             |

Les auteurs spécifient que la division de l’ouvrage en trois parties majeures permet d’illustrer leur propos sur des périodes importantes qui se précisent selon un thème avec chaque chapitre. Finalement, ils précisent que l’ouvrage est voulu comme une synthèse de base qui peut mener vers des recherches plus poussées et que les quatre auteurs ont participé dans la rédaction de ce livre puisqu’ils voulaient s’assurer de son uniformité.

## Description du contenu
Les quatre auteurs ont exposé l’histoire du Québec à travers les époques à l’aide de parties, de chapitres et de sections qui détaillent des aspects parfois généraux, parfois spécifiques pour expliquer et illustrer. Chacune des trois parties principales comprend une introduction en la matière pour ensuite procéder avec des chapitres, qui sont eux-mêmes sous-divisés en sections.
La première partie, «La crise et la guerre, 1930-1945 », aborde l’aspect économique de la société québécoise, l’agriculture, le travail, la religion et l’éducation et les principaux volets de la gestion de la Seconde Guerre mondiale. Les auteurs avancent que le Québec, en 1929, se trouvait dans une période de changements majeurs qui résulteraient en partie de l’industrialisation du début du siècle, et que les années 1930 ont été un coup économique difficile, surtout pour les travailleurs et les industries. Dans cette partie, ils touchent également aux années difficiles de la Seconde Guerre mondiale, mais spécifient que ce conflit a aussi marqué le Québec avec un certain retour à la prospérité économique et que selon eux, le Québec a repris un chemin vers la modernité.
La deuxième partie, « À l'ombre de Duplessis, 1945-1960 », comprend des aspects sociaux, économiques et politiques. Le passage de Maurice Duplessis comme premier ministre du Québec est au centre de ces chapitres où les auteurs font un tour d’horizon sur les changements rapides dans de nombreuses institutions. Ils couvrent aussi des sujets comme l’augmentation des salaires, les inégalités inhérentes à une population hétéroclite, un développement démographique grandissant, la politique de Duplessis et surtout la modernisation grandissante du Québec au fil des ans. 
La dernière et troisième partie, « Sous le signe de la Révolution tranquille de 1960 à nos jours », s’étend largement pour rassembler tous ces aspects sous un point de vue d’observation des évolutions et des impacts des événements précédemment abordés. De cette façon, ils passent en revue la Révolution tranquille, la prospérité économique durant les années 1960, les événements culturels de plus en plus présents et les bouleversements dans l’éducation.
Tout au long du volume, des images, des cartes et des tableaux de statistiques ont été insérés pour illustrer les propos, puis à la fin de chaque chapitre se trouve une bibliographie. Cependant, le détail complet se retrouve à la toute fin de l’ouvrage qui contient aussi un index et une table des matières.

### Les objectifs de l’œuvre
Dans leur préface, les auteurs mentionnent qu’il était important pour eux de poursuivre la même démarche utilisée dans le premier volume, l’Histoire du Québec contemporain, tome I : de la Confédération à la crise (1867-1929), soit de se concentrer sur la structure et les développements de la société sur le long terme plutôt que de procéder par une simple chronologie temporelle et événementielle. Ils poursuivent en expliquant qu’un de leurs objectifs était de comprendre le Québec contemporain par le biais des événements passés et qu’ils définissaient le Québécois en se basant sur le critère territorial et non ethnique.
La modernité du Québec est ce qui se trouve au centre de ce deuxième tome : comment elle s’est développée, comment elle s’est installée et de quelle manière elle s’est manifestée au sein de toutes les sphères de la société québécoise. Linteau, Durocher, Robert et Ricard avancent que la modernisation du Québec ne s’est pas effectuée du jour au lendemain et ils cherchent à illustrer comment cette province est entrée dans la modernité durant un processus bien plus long que ce qui est habituellement discuté. « Nous voyons la modernisation comme un processus, qui consiste tout autant en continuités qu’en discontinuités ».

## Réception critique et universitaire

### Un apport important à l'histoire du Québec
L’accueil critique du livre est plutôt positif, même si les auteurs recensent quelques défauts. Dans un premier temps, plusieurs reconnaissent l’apport important des différents auteurs sur l’histoire du Québec. L’historien Bernard L. Vigod considère le livre comme « une réalisation extraordinaire »  dont « les faiblesses constatées [...] sont insignifiantes à côté de l’énormité de la tâche accomplie par les auteurs ». Pour Yves Laplante, dans la Revue canadienne de science politique, les auteurs ont relevé « avec brio » leur objectif d’aider à comprendre la formation du Québec actuel. Leur synthèse devrait, selon lui, constituer « un repère essentiel, un passage obligé, pour qui veut comprendre l’évolution de notre société dans l’époque contemporaine ». Jean-Pierre Charland le présente comme « un effort de synthèse habilement fignolé » qui satisfera les étudiants comme les professeurs. Il le présente aussi comme un « patchwork » superbe, puisqu’il traite de presque tous les sujets. Daniel Salée juge quant à lui que cette volonté de vouloir faire un « tableau complet de l’évolution du Québec contemporain [...] impressionne par son envergure ». Pour l’historien à l’Université Laval Richard Jones, l’œuvre des auteurs est « une synthèse solide »  qui « permet de combler un vide criant dans notre historiographie ». Malgré ces critiques positives, Michel Fournier a déploré « le caractère trop général du livre », même s’il vante « l’importance accordée aux thèmes nouveaux comme le mouvement ouvrier ou le mouvement des femmes ».

### Un manque d'analyse
Malgré la reconnaissance de cet apport important à l’historiographie québécoise, les universitaires recensent quelques défauts à l’œuvre de synthèse, notamment en ce qui concerne un manque d’analyse. Pour Daniel Salée, il y a un manque d’interprétation et d’analyse important où « les auteurs paraissent souvent prisonniers de leurs sources ». Il affirme aussi que « chaque chapitre laisse sur sa faim de lecteur » puisque « les données statistiques et la description de faits ou de phénomènes précis semblent devoir tenir lieu d’analyse ». Sur ce même aspect, Willie Chevalier affirme d'ailleurs que certaines statistiques  « ne sont pas tout à fait à jour ». Pour Bernard L. Vigod, la place importante faite aux données statistiques brosse un « portrait aride » de la situation et constitue une « déception majeure ». Selon lui, en raison de cela, les auteurs auraient notamment ignoré « l’impact psychologique de la crise sur les individus » et n’auraient pas « reconnu l’impact du Québec sur les politiques fédérales ». Dans les dernières années, le sociologue Simon Langlois est revenu sur cette absence d’analyse sur les liens entre le Québec et les autres provinces, la considérant « excessive car les auteurs font ressortir l’importance du lien entre le Québec et l’Ontario ainsi que la centralité des interventions de l’État fédéral », même s’ils ne posent pas « sur cette dernière une interprétation d’ensemble ».

### La couverture de l'époque Duplessis
La couverture de la période du gouvernement dirigé par Maurice Duplessis, de 1944 à 1959, a également été au cœur de certaines critiques de la part d’universitaires. Pour Bernard L. Vigod, « les auteurs ne développent pas explicitement » les courants historiographiques liés à cette période et ne les confrontent pas, alors que le premier volume, souligne-t-il, « foisonnait de discussions instructives sur l'historiographie ». Il déplore d’ailleurs que les auteurs aient repris certains mythes sur l’époque duplessiste, « sans leur apporter de nouveaux supports ». Daniel Salée mentionne également que les auteurs ont mis la faute de la lenteur de la modernisation sur les épaules du gouvernement Duplessis, alors que « la sociographie récente a démontré que le duplessisme ne fut pas une perversion de l'histoire politique du Québec ». Pour Richard Jones, les auteurs ont manqué de prudence dans leur couverture de la période duplessiste, l’une des rares fois où ils n’ont pas su « éviter les schémas idéologiques populaires il y a quelques années ». Il affirme d’ailleurs que « certains reproches faits à Duplessis sonnent un peu curieux aux oreilles de l’observateur désabusé des années 1980 ».